# Župnija Smlednik
Župnija Smlednik je rimskokatoliška teritorialna župnija Dekanije Šenčur Nadškofije Ljubljana.
Župnijska cerkev v Smledniku je posvečena sv. Urhu, škofu.
Podružnice:
- sv. Jakoba st., apostola, v Hrašah,
- sv. Janeza Krstnika v Zbiljah,
- sv. Mihaela, nadangela, v Mošah,
- sv. Valburge, device, v Valburgi.[1]